# Stadthaus Schlaun

Das Stadthaus Schlaun (1919)

Das Stadthaus Schlaun war das städtische Wohnhaus des Barockbaumeisters Johann Conrad Schlaun in Münster (Westfalen). Es stand in der Hollenbeckerstraße 9 als Eckgebäude zur Kuhstraße. Das 1753 bis 1755 errichtete Bauwerk wurde während der Luftangriffe auf Münster im Zweiten Weltkrieg zerstört, die noch ausbaufähige Ruine wurde 1953 niedergelegt.
Im Juli 1753 hatte Schlaun das Eckgrundstück aus einer Versteigerung für die Errichtung seines eigenen Wohnhauses erworben, das inschriftlich 1755 fertiggestellt wurde. Das insgesamt neunachsige zweigeschossige, mit einem Krüppelwalmdach geschlossene Bauwerk ist straßenseitig durch einen dreiachsigen Mittelrisalit, gartenseitig durch einen polygonalen, von einem Mansardwalmdach geschlossenen Mittelerker ausgezeichnet. Während die jeweils dreiachsigen Seitentrakte im Letztzustand vor der Zerstörung in einfacher Form verputzt waren, so war der Mittelrisalit mit einer Backsteingliederung monumental gestaltet: Das Zentrum bildet eine rundbogig geschlossene und das Traufgesims durchbrechende Nische, in der Portal und Balkon eingesetzt sind. Die beiden seitlichen Achsen sind horizontal geschlossen, so dass sich insgesamt eine Serliana wie im Mittelrisalit des gleichzeitig von Schlaun errichteten Münsteraner Erbdrostenhofes ergibt, ihre Rahmenform wird durch Rustizierung geprägt. Nordseitig schloss sich an das Gebäude ein niedrigerer Seitentrakt an, der die Durchfahrt zum rückwärtig gelegenen Hof bildete. Im Inneren führte der Weg durch die Diele mit seitlich gelegenem Treppenhaus zu dem ovalen Gartensaal, über dem der gleichfalls ovale Festsaal angelegt war. 